# Carl Mau
Carl Asmus Ludwig Mau (* 31. Juli 1890 in Flensburg; † 26. Juli 1958 in Hamburg) war ein deutscher Orthopäde.

## Leben
Sein Großvater war der Theologe Heinrich August Mau. Nach dem Besuch des humanistischen Gymnasiums zu Flensburg studierte er von 1908 bis 1913 Medizin in Tübingen, München und Kiel. Während seines Studiums wurde Carl Mau 1908 Mitglied der Tübinger Burschenschaft Derendingia.
Nach seiner Habilitation für das Fach Orthopädie leitete er als Nachfolger von Wilhelm Anschütz 1923 bis 1928 die orthopädische Abteilung. 1934 wurde er als planmäßigen außerordentlichen Professor für Orthopädie und Direktor der Orthopädischen Universitätsklinik Eppendorf an die Universität Hamburg berufen. Hier wurde er, nachdem er 1938 einen Ruf nach Münster abgelehnt hatte, 1950 zum persönlichen Ordinarius und 1956 zum ordentlichen Professor seines Faches ernannt.
Carl Mau trat zum 1. Mai 1933 in die NSDAP (Mitgliedsnummer 2.733.041) und im selben Jahr in die Sturmabteilung (SA) ein. Auch im Nationalsozialistischen Deutschen Ärztebund und dem NS-Lehrerbund war er Mitglied. In einem 1937 im Zentralblatt für Chirurgie veröffentlichten Beitrag schrieb er: 

„Das Ziel aber heißt: Die Ausmerzung der minderwertigen Erbanlagen aus dem Erbgut unseres Volkes zur Schaffung des ewigen deutschen Volkes. Für dieses Ziel aber kann kein Opfer zu groß sein.“

Der Orthopäde Hans Mau war sein Sohn.

## Auszeichnungen
- 1916 Bayerischer Militär-Sanitäts-Orden
- 1955 Mitglied der Leopoldina[4]